# 圣让德旺波塞斯
圣让德旺波塞斯（法語：Saint-Jean-devant-Possesse，法語發音：[sɛ̃ ʒɑ̃ dəvɑ̃ pɔsɛs]，意为“波塞斯前方的圣让”）是法国马恩省的一个市镇，属于维特里勒弗朗索瓦区。

## 地理
圣让德旺波塞斯（48°52'17"N, 4°47'51"E）面积5.33 平方千米，位于法国大東部大區马恩省，该省份为法国东北部内陆省份，北起阿登省，西北接埃纳省，西南接塞纳-马恩省，南至奥布省，东南接上马恩省，东临默兹省。
与圣让德旺波塞斯接壤的市镇（或旧市镇、城区）包括：比西勒勒波、波塞斯、瓦诺勒沙泰勒、瓦诺莱达姆、韦尔南库尔。

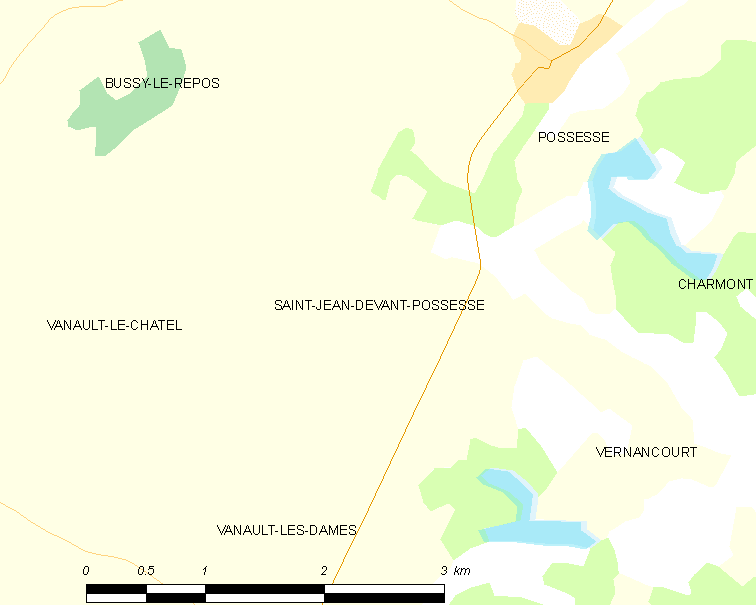
圣让德旺波塞斯的OSM定位图

圣让德旺波塞斯的时区为UTC+01:00、UTC+02:00（夏令时）。

## 行政
圣让德旺波塞斯的邮政编码为51330，INSEE市镇编码为51489。

## 政治
圣让德旺波塞斯所属的省级选区为塞迈兹莱班县。

## 人口

1962-2008年间圣让德旺波塞斯人口变化图示

圣让德旺波塞斯于2022年1月1日时的人口数量为29人。